# Mikael Löfgren
Mikael Löfgren, född 2 september 1969 i Fryksände församling, Värmlands län, är en svensk skidskytt. Han vann junior-VM och tog två OS-brons i skidskytte i Albertville 1992, dels på 20 kilometer, samt ingick i det svenska herrstafettlaget.
Säsongen 1991/1992 blev Löfgren tvåa i totala världscupen vilket han följde upp med att vinna totala världscupen säsongen 1992/1993 utan att lyckas vinna ett enda individuellt lopp under hela säsongen. Han har utöver detta vunnit ett flertal SM-medaljer. Löfgren slutade med skidskytte 1998 endast 29 år gammal; han lade av under uppmärksammade former på grund av Wolfgang Pichlers hårda ledarstil.
Efter sin aktiva karriär har Löfgren varit skidgymnasietränare och tränare i det svenska juniorlandslaget. Internationellt har han har varit landslagstränare åt det amerikanska skidskyttelandslaget och som förste utländska person fick han jobbet som förbundskapten åt det norska skidskyttelandslaget. År 2012 arbetade Mikael Löfgren som lärare och tränare på Stjerneskolans skidgymnasium.

## Meriter
- J-VM 1986, 1 guld
- J-VM 1989, 2 silver
- OS 1992, 2 brons (distans och stafett[3])
- Världscupsegrare 1993[3]